# Live at Brixton Academy (Motörhead-Album)
Live at Brixton Academy ist das vierte offizielle Live-Album der britischen Band Motörhead. Aufgenommen wurde es während ihres Konzerts zum 25-jährigen Jubiläum am 22. Oktober 2000 in der Londoner Brixton Academy. Mehrere prominente Gastmusiker sind hierbei aufgetreten, unter anderem Brian May von Queen. Das Konzert erschien ebenfalls als DVD unter dem Titel 25 & Alive Boneshaker.

## Titelliste

### CD 1
1. We Are Motörhead – 2:54
2. No Class – 2:49
3. I’m So Bad (Baby I Don’t Care) – 3:36
4. Over Your Shoulder – 3:37
5. Civil War – 3:20
6. Metropolis – 3:44
7. Overnight Sensation – 4:50
8. God Save the Queen (John Lydon, Steve Jones, Glen Matlock, Paul Cook) – 3:32
9. Born to Raise Hell – 6:31
10. The Chase Is Better than the Catch – 5:42
11. Stay Out of Jail – 3:33
12. Dead Men Tell No Tales – 2:45

### CD 2
1. You Better Run – 6:48
2. Sacrifice – 5:49
3. Orgasmatron – 6:50
4. Going to Brazil – 2:36
5. Broken – 4:59
6. Damage Case – 3:52
7. Iron Fist – 3:16
8. Killed by Death – 7:26
9. Bomber – 4:16
10. Ace of Spades – 4:23
11. Overkill – 7:48

## Gastmusiker
- „Fast“ Eddie Clarke (ex-Motörhead) bei The Chase Is Better than the Catch und Overkill
- Todd Campbell, Phil Campbells Sohn (Psycho Squad) bei Killed by Death
- Paul Inder, Lemmys Sohn bei Killed By Death
- Whitfield Crane (Ugly Kid Joe) bei Born to Raise Hell
- Doro Pesch (Warlock) bei Born to Raise Hell
- Brian May (Queen) bei Overkill
- Ace (Skunk Anansie) bei Overkill